# Irmãs de São João Batista

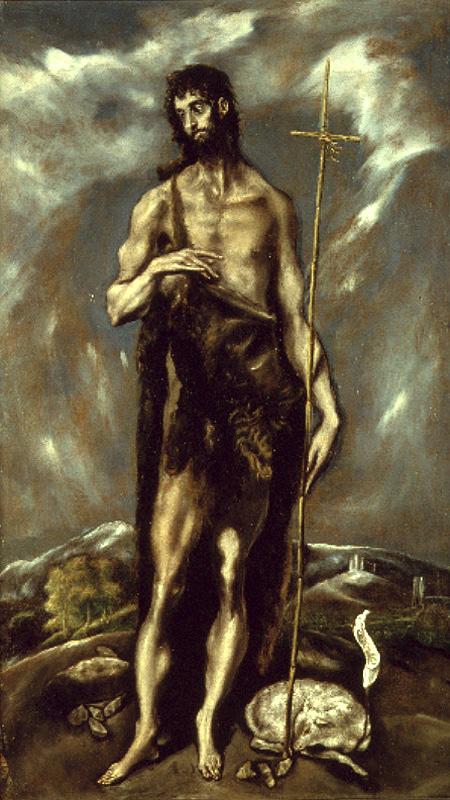
São João Batista, titular da congregação

As Irmãs de São João Batista são um instituto religioso feminino de direito pontifício: os membros desta congregação, popularmente chamada Batistina, postergam seu nome com as siglas C.S.S.G.B..

## História
O instituto foi fundado em 26 de setembro de 1878 em Angri, na Diocese de Nocera, pelo padre italiano Alfonso Maria Fusco (1839-1910) e pela nobre Maddalena Caputo. Em 2 de agosto de 1888 foi aprovado pelo bispo de Nocera Luigi del Forno.
A congregação obteve o decreto pontifício de louvor em 24 de junho de 1917: foi aprovado pela Santa Sé em 1 de março de 1927 e suas constituições em 7 de maio de 1935.
Em 2016, o Papa Francisco canonizou o seu fundador.

## Atividades e difusão
As Batistinas dedicam-se às obras educativas, à assistência aos idosos e aos enfermos e à pastoral paroquial (catequese, animação litúrgica); eles também atuam nos países em desenvolvimento.
Estão presentes na Argentina, Brasil, Canadá, Chile, Coreia do Sul, Filipinas, Índia, Itália, Madagáscar, Malawi, México, Moldávia, Polónia, Estados Unidos da América, África do Sul e Zâmbia; a sede geral fica em Roma.
Em 31 de dezembro de 2005, a congregação contava com 894 religiosas em 128 casas.